# UFC Fight Night: Magny vs. Ponzinibbio
UFC Fight Night: Magny vs. Ponzinibbio（ユーエフシー・ファイトナイト：マグニー・バーサス・ポンジニッビオ、別名UFC Fight Night 140）は、アメリカ合衆国の総合格闘技団体「UFC」の大会の一つ。2018年11月17日、アルゼンチン・ブエノスアイレスのパルケ・ロカ・アリーナで開催された。

## 大会概要
UFC初のアルゼンチンでの開催となった本大会ではニール・マグニーとサンチアゴ・ポンジニッビオによるウェルター級戦が組まれた。

## 試合結果

### アーリープレリム
第1試合 フェザー級 5分3R
○  ナド・ナリマニ vs.  アンデルソン・ドス・サントス ×
3R終了 判定3-0（30-27、30-27、30-27）
第2試合 ライト級 5分3R
○  ヘスス・ピネード vs.  デビン・パウエル ×
3R終了 判定3-0（29-28、30-27、30-27）

### プレリミナリーカード
第3試合 ウェルター級 5分3R
○  ラウレアノ・スタロポリ vs.  ヘクター・アルダナ ×
3R終了 判定3-0（30-27、30-27、30-27）
第4試合 フェザー級 5分3R
○  オースティン・アーネット vs.  ウンベルト・バンデナイ ×
3R終了 判定3-0（29-28、29-27、29-27）
第5試合 フライ級 5分3R
○  アレッシャンドリ・パントージャ vs.  佐々木憂流迦 ×
1R 2:18 リアネイキドチョーク
第6試合 ウェルター級 5分3R
○  ミシェウ・プラゼレス vs.  バルトス・ファビンスキ ×
1R 1:02 ギロチンチョーク

### メインカード
第7試合 53.5kg契約 5分3R
○  シンシア・カルビーヨ vs.  ポリアナ・ボテーリョ ×
1R 4:48 リアネイキドチョーク
※カルビーヨの体重超過によりストロー級から変更。
第8試合 バンタム級 5分3R
○  マルロン・ヴェラ vs.  グイド・カネッティ ×
2R 1:31 リアネイキドチョーク
第9試合 ミドル級 5分3R
○  イアン・ハイニッシュ vs.  セザール・フェレイラ ×
3R終了 判定3-0（30-27、29-28、29-28）
第10試合 ライトヘビー級 5分3R
○  ジョニー・ウォーカー vs.  カリル・ラウントリー・ジュニア ×
1R 1:57 KO（肘打ち）
第11試合 フェザー級 5分3R
○  リカルド・ラマス vs.  ダレン・エルキンス ×
3R 4:09 TKO（パウンド＆肘打ち）
第12試合 ウェルター 5分5R
○  サンチアゴ・ポンジニッビオ vs.  ニール・マグニー ×
4R 2:36 KO（右ストレート）

### 各賞
ファイト・オブ・ザ・ナイト： ラウレアノ・スタロポリ vs. ヘクター・アルダナ
パフォーマンス・オブ・ザ・ナイト： サンチアゴ・ポンジニッビオ、ジョニー・ウォーカー
各選手にはボーナスとして5万ドルが授与された。

### カード変更
負傷などによるカードの変更は以下の通り。